# Elytrimitatrix brevicornis
Elytrimitatrix brevicornis es una especie de escarabajo longicornio del género Elytrimitatrix, familia Cerambycidae, orden Coleoptera. Fue descrita científicamente por Bates en 1885.

## Descripción
Mide 11,5 milímetros de longitud.

## Distribución
Se distribuye por México.